# Phillip Tobias

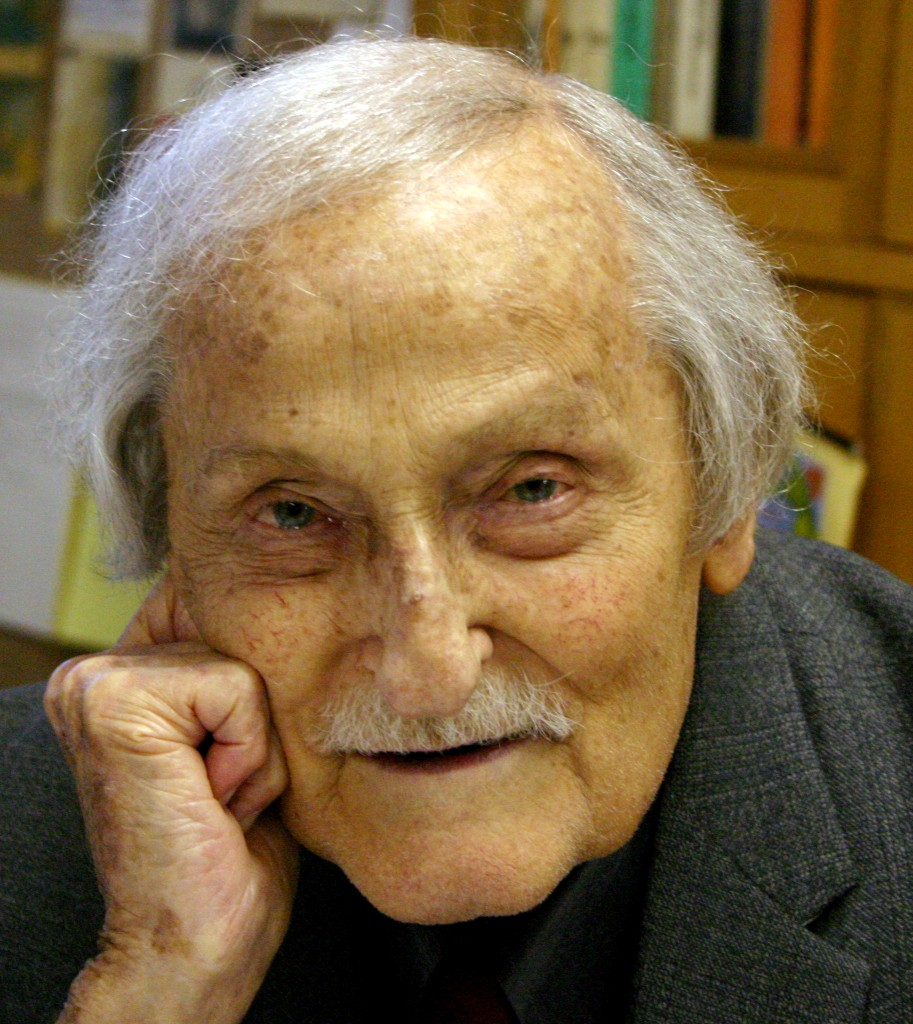
Phillip Tobias (2007)

Phillip Vallentine Tobias (* 14. Oktober 1925 in Durban; † 7. Juni 2012 in Johannesburg) war ein südafrikanischer Paläoanthropologe und Autor von mehr als 1100 wissenschaftlichen Publikationen.
In seinem Nachruf bezeichnete ihn Bernard Wood in der Fachzeitschrift Nature als den „Doyen der paläoanthropologischen Wissenschaftsgemeinde“, der mehr als ein halbes Jahrhundert lang den Ausgrabungen in Sterkfontein vorstand. In Science schrieb Tim White: „Africa has now lost one of her greatest scientists.“

## Werdegang

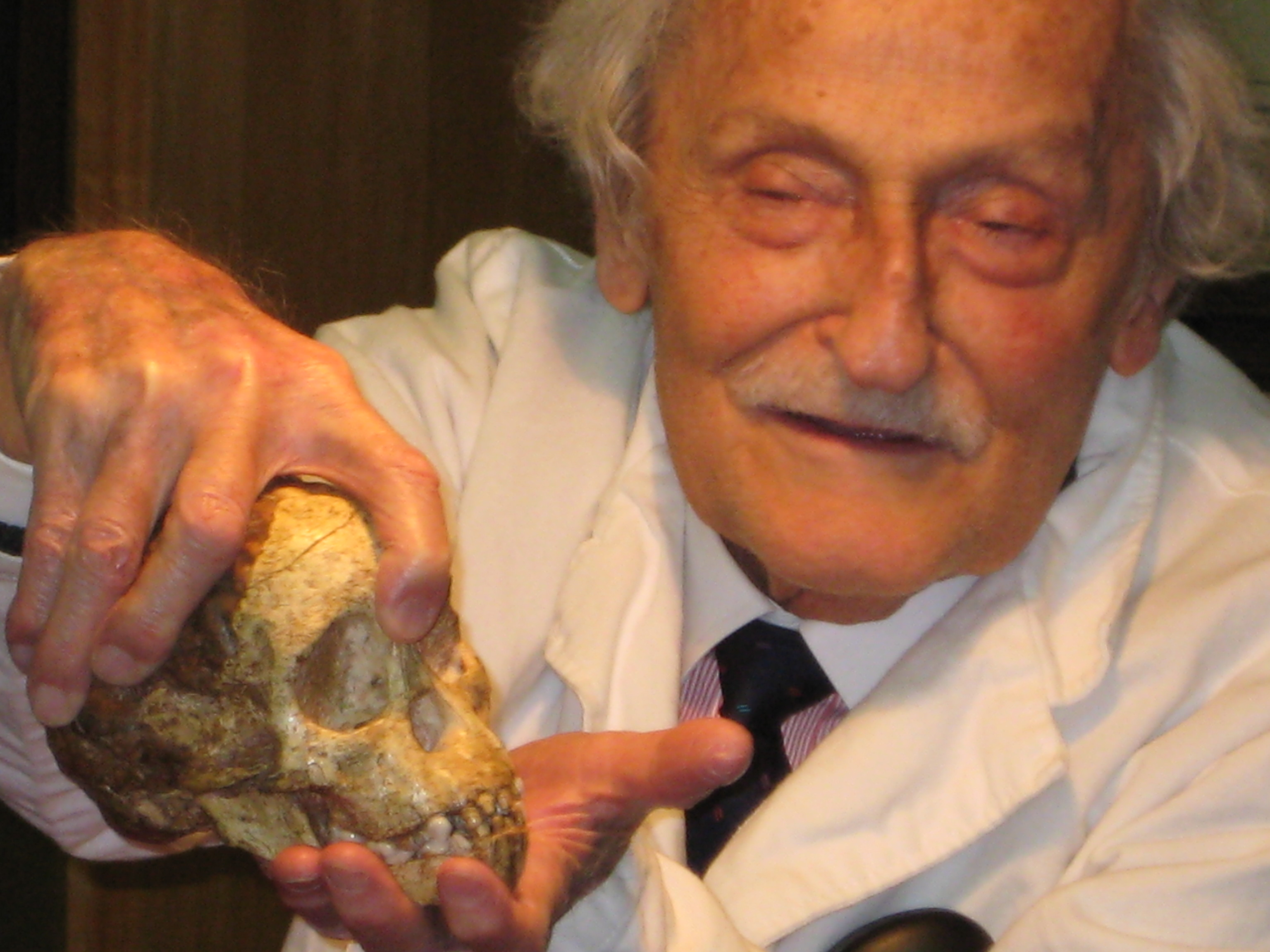
Phillip Tobias und das Kind von Taung

Phillip Tobias besuchte in Bloemfontein die St. Andrew’s School und eine weiterführende Schule in Durban. Ab 1942 studierte er an der University of the Witwatersrand („Wits“) in Johannesburg Medizin und erwarb 1946 seinen Bachelor-Abschluss in den Fächern Physiologie, Histologie und Embryologie. Später spezialisierte er sich im Rahmen des Master-Studiums auf die Fächer Anatomie und Genetik (Abschluss 1950), und er erwarb 1953 im Fach Genetik auch den ersten Doktorgrad; einen zweiten Doktorgrad erwarb er später im Fach Paläoanthropologie. Bereits Ende der 1940er-Jahre kam Tobias in Kontakt mit Raymond Dart, der damals die Abteilung für Anatomie leitete und kurz zuvor das von einem Steinbrucharbeiter bei Taung entdeckt hatte und später so genannte „Kind von Taung“ als das Fossil der zuvor unbekannten Art des Australopithecus africanus beschrieben hatte.
Anfang der 1950er-Jahre entschloss sich Tobias, trotz des verschärften Apartheid-Systems in Südafrika zu bleiben und an seiner Universität dagegen anzukämpfen. Bereits 1949 hatte Tobias als Präsident der National Union of South African Students die erste Anti-Apartheid-Bewegung an den südafrikanischen Universitäten ins Leben gerufen. Als 1977 Steve Biko in Polizeigewahrsam zu Tode kam, war es Tobias, der eine gerichtliche Untersuchung in Gang brachte.
Von 1959 bis zu seiner Emeritierung im Jahr 1993 war er Professor und Leiter der Abteilung für Anatomie an der medizinischen Fakultät der University of the Witwatersrand.

## Forschungsthemen
Im Anschluss an seine Doktorarbeit nahm Tobias an einer Expedition teil, deren Ziel es war, in der Kalahari-Wüste das Volk der San zu studieren. Dies bezeichnete er später in seiner Autobiographie Into the Past: A Memoir. als ein Schlüsselerlebnis, das ihn zum Forscher im Fach Anthropologie werden ließ.
1955/56 untersuchte er hominine Fossilien, die in Großbritannien, Frankreich und in den USA verwahrt wurden. Danach kehrte er nach Südafrika zurück, lehrte an der „Wits“ und wurde 1959, kurz nach dem Tod von Raymond Dart, zum Leiter der Abteilung für Anatomie der University of the Witwatersrand ernannt. Im gleichen Jahr wurde er von Mary Leakey und Louis Leakey eingeladen, bei der Bearbeitung des Typusexemplars des damals noch Zinjanthropus boisei (heute: Paranthropus boisei) genannten Schädelfundes OH 5 mitzuwirken. Bis in die frühen 1990er-Jahre hinein summierten sich die von ihm entdeckten homininen Funde auf mehr als 600 Fossilien, zumeist von Australopithecus africanus.
Er war neben Ron Clarke Co-Autor der ersten Publikation von Fußknochen, die zu einem Australopithecus-Fossil gehören, das als „Little Foot“ bekannt wurde. Von ihm und John Russell Napier stammt ferner die äußerst detailreiche Erstbeschreibung von Homo habilis, dessen Knochen 1964 von Louis Leakey geborgen und zur genaueren Analyse an die beiden Forscher gegeben worden waren.

## Auszeichnungen

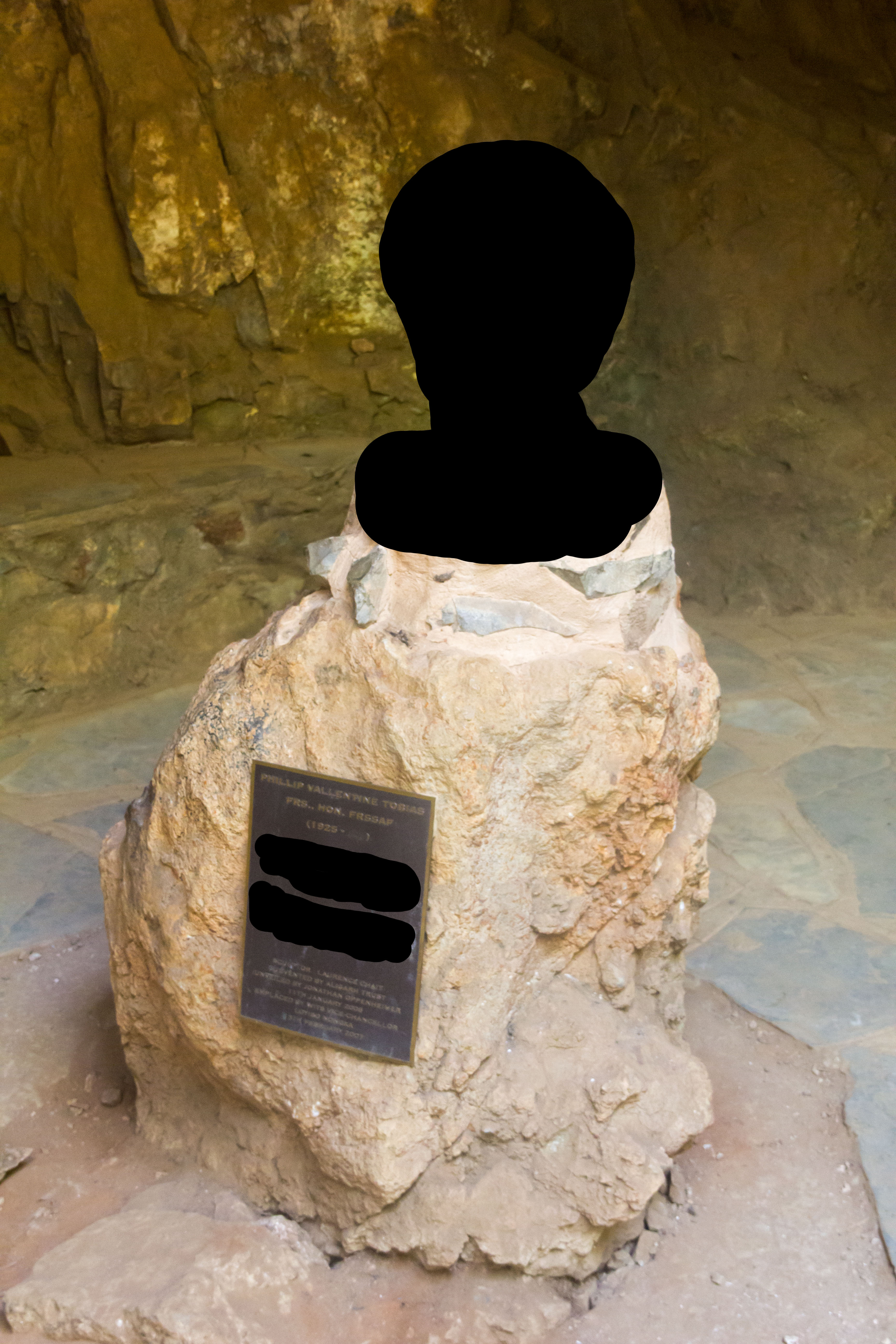
Bronzebüste von Phillip Tobias im Sterkfontein-Höhlensystem

1987 erhielt Phillip Tobias den Balzan-Preis und 1997 den Charles R. Darwin Lifetime Achievement Award der American Association of Physical Anthropologists. In Anerkennung seiner wissenschaftlichen und politischen Leistungen wurde er 1992 von Staatspräsident de Klerk mit dem Order of Meritorious Service in Gold und 1999 von Präsident Nelson Mandela mit dem Order of the Southern Cross of South Africa in Silber ausgezeichnet.
Er war Gründungsmitglied der Academy of Science of South Africa und Fellow der Royal Society.
Die Royal Society of South Africa nahm ihn als eines von zwei südafrikanischen Mitgliedern auf und verlieh ihm die nur selten vergebene John Herschel Medal.
1986 wurde er in die American Academy of Arts and Sciences gewählt, 1987 in die National Academy of Sciences und 1996 in die American Philosophical Society.

## Schriften (Auswahl)
- mit Louis Leakey und John Russell Napier: A new species of the genus Homo from Olduvai Gorge. In: Nature. Band 202, 1964, S. 7–9, doi:10.1038/202007a0, Volltext (PDF; 344 kB). (Memento vom 4. Februar 2015 im Internet Archive)
- mit Gustav Heinrich Ralph von Koenigswald: A Comparison Between the Olduvai Hominines and those of Java and some Implications for Hominid Phylogeny. In: Nature. Band 204, 1964, S. 515–518, doi:10.1038/204515a0.
- Olduvai Gorge. Volume 2: The Cranium and Maxillary Dentition of Australopithecus (Zinjanthropus) boisei. Cambridge University Press, New York 1967.
- Olduvai Gorge. Volume 4: The skulls, endocasts and teeth of Homo habilis. Cambridge University Press, Cambridge/New York 1991, ISBN 0-521-75886-6.
- mit Ronald J. Clarke: Sterkfontein member 2 foot bones of the oldest South African hominid. In: Science. Band 269, 1995, S. 521–524, doi:10.1126/science.7624772.
- Into the Past: A Memoir. Picador Africa, 2005, ISBN 1-77010-015-6.

## Belege
1. ↑  Scientist Phillip Tobias dies. Auf: news24.com vom 7. Juni 2012
2. ↑  Eintrag zu Tobias; Phillip Vallentine (1925–2012); Professor im Archiv der Royal Society, London
3. ↑  sahistory.org.za: Liste der Ordensempfänger 1999. (Memento vom 20. Januar 2019 im Internet Archive)
4. ↑  Member History: Phillip V. Tobias. American Philosophical Society, abgerufen am 7. Dezember 2018 (englisch, mit biographischen Anmerkungen).

| Personendaten    | Personendaten                                   |
| ---------------- | ----------------------------------------------- |
| NAME             | Tobias, Phillip                                 |
| ALTERNATIVNAMEN  | Tobias, Phillip Vallentine (vollständiger Name) |
| KURZBESCHREIBUNG | südafrikanischer Paläoanthropologe              |
| GEBURTSDATUM     | 14. Oktober 1925                                |
| GEBURTSORT       | Durban                                          |
| STERBEDATUM      | 7. Juni 2012                                    |
| STERBEORT        | Johannesburg                                    |